# San Cayetano (Norte de Santander)
Pour les articles homonymes, voir San Cayetano.
San Cayetano est une municipalité située dans le département de Norte de Santander en Colombie.